# Statue de l'Ours et de l'Arbousier
La statue de l'ours et de l'arbousier est une sculpture monumentale en bronze de la seconde moitié du XXe siècle, située à Madrid (Espagne). Elle représente un ours se tenant debout sur ses deux pattes arrière, appuyé contre un arbousier. L'ours et l'arbousier sont les symboles héraldiques de la ville, apparaissant également sur son drapeau et son blason.

## Histoire
La statue de l'ours et de l'arbousier est l'œuvre de l'architecte espagnol Antonio Navarro Santafé (es), et elle est inaugurée en 1967. Sa construction fut appuyée par la section Culture du Conseil municipal de Madrid, qui souhaitait représenter par un monument les symboles héraldiques de la ville.
La première apparition de l'ours et de l'arbousier sur l'écusson de la ville date du XIIIe siècle. C'est à ce siècle qu'ils se substituent à un unique ours passant.
Par ce changement, on voulait symboliser la résolution adoptée par la municipalité et le Chapitre des Prêtres et des Bénéficiaires, après un long litige concernant le contrôle des pâtures et des arbres madrilènes. À la suite de cet accord, les premiers sont devenus la propriété du Chapitre, et les seconds la propriété du conseil municipal. Pour le symboliser, les armoiries de la ville ont été modifiées, et ont dès lors arboré un ours s'appuyant sur un arbousier. 
La statue s'est toujours trouvée sur la place de la Puerta del Sol, mais à deux emplacements différents. Entre 1967 et 1986, elle s'élève sur le côté oriental de la Puerta, entre les immeubles de la Calle de Alcalá et de la Carrera de san Jerónimo. Puis, en 1986, elle est déplacée à l'entrée de la calle del Carmen, dans le cadre de travaux de réorganisation de la place, réalisés sous l'impulsion du maire de Madrid de l'époque, Enrique Tierno Galván. En septembre 2009, à l'occasion de la rénovation intégrale de la place soutenue par le maire Alberto Ruiz-Gallardón, la statue revient à son emplacement originel.

## Description
La statue de l'ours et de l'arbousier est réalisée en pierre et en bronze. Elle pèse environ 20 tonnes, et mesure 4 mètres de hauteur. Elle repose sur un piédestal cubique à degrés, constitué de granite.
Elle représente de façon réaliste les deux figures des armes de Madrid, avec un ours appuyant ses pattes avant contre un arbousier le surplombant, sa gueule tentant d'atteindre un fruit.

## Galerie

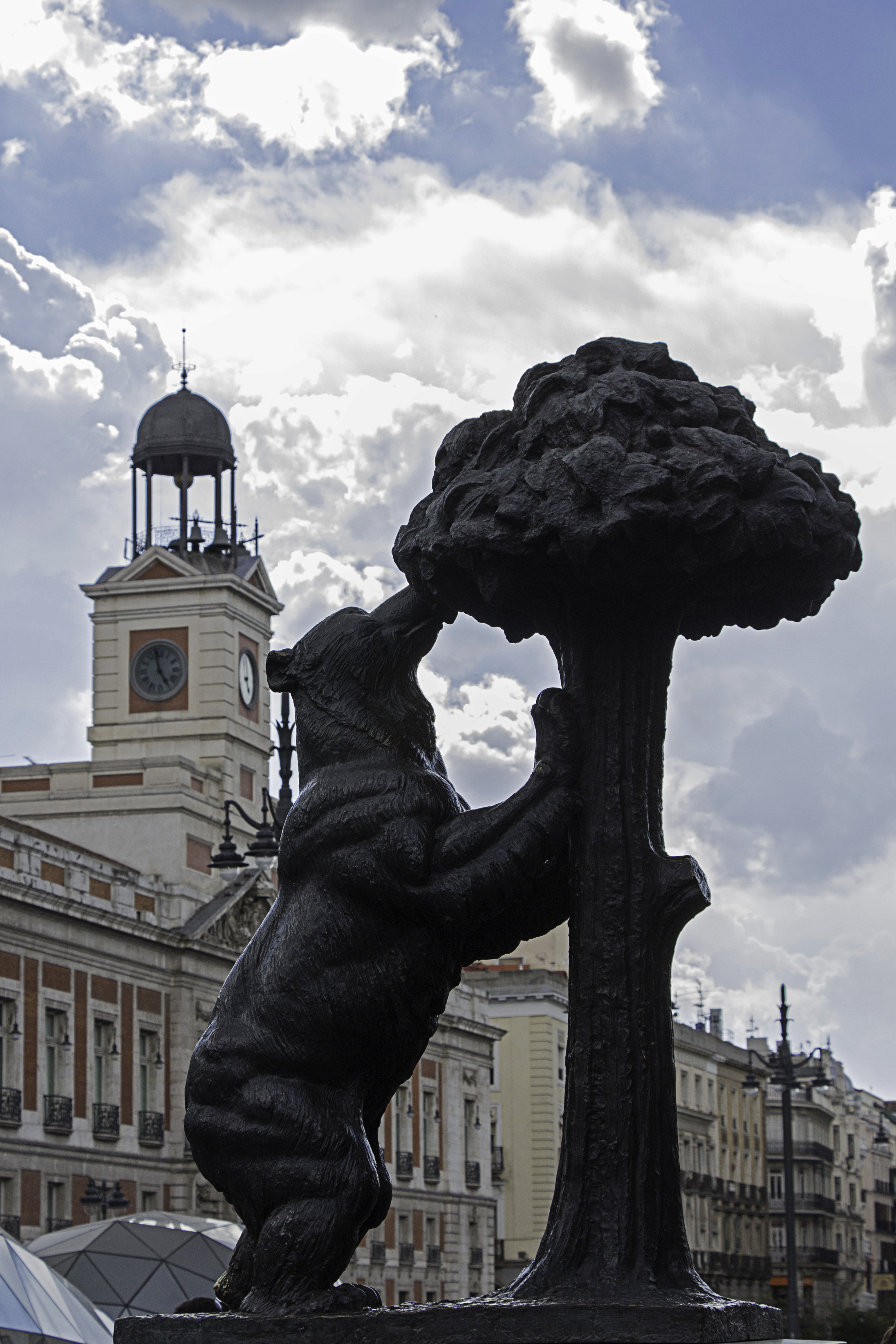
Statue de l'ours et de l'arbousier.
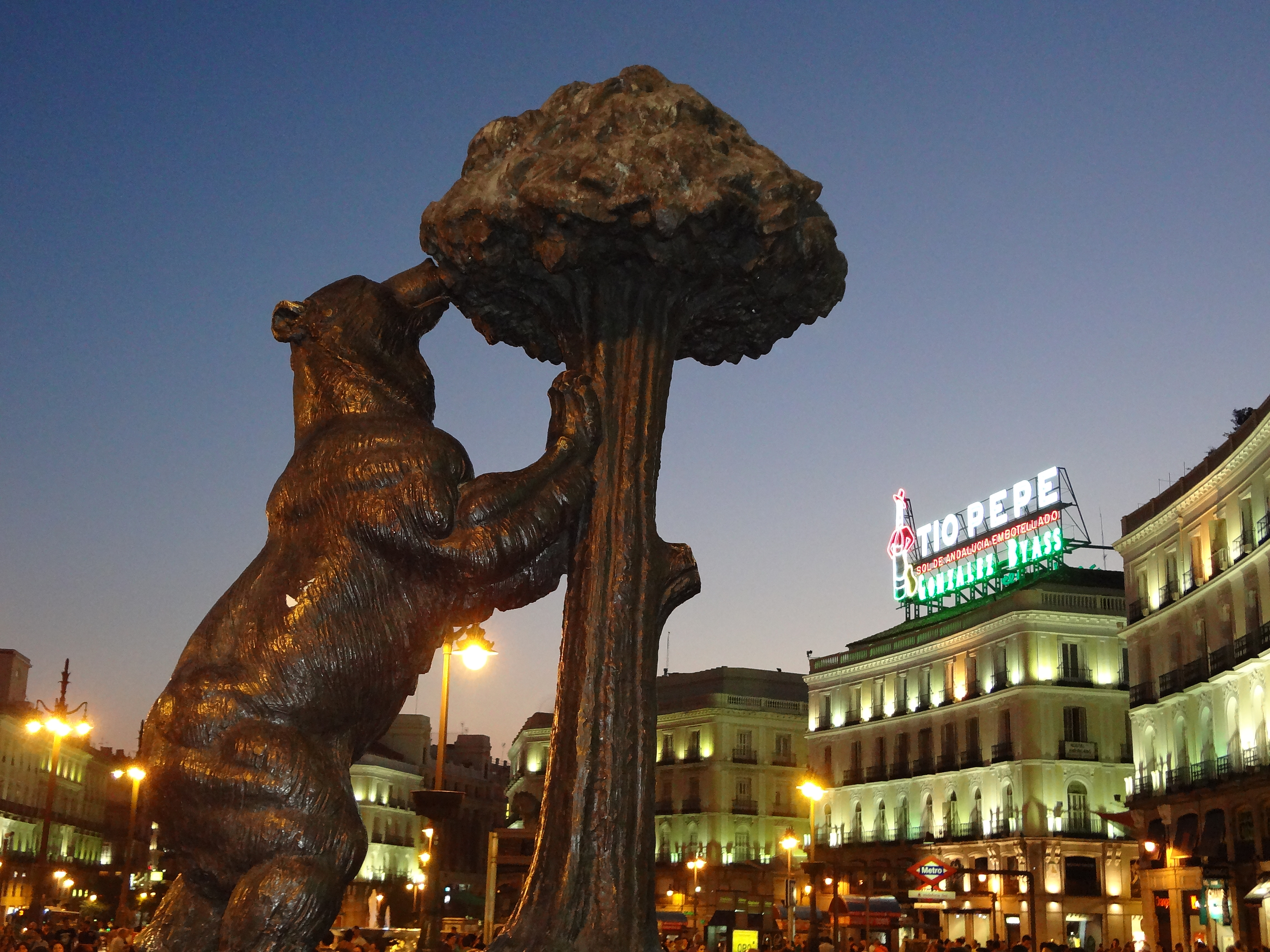
L'ours et l'arbousier, en couleurs.
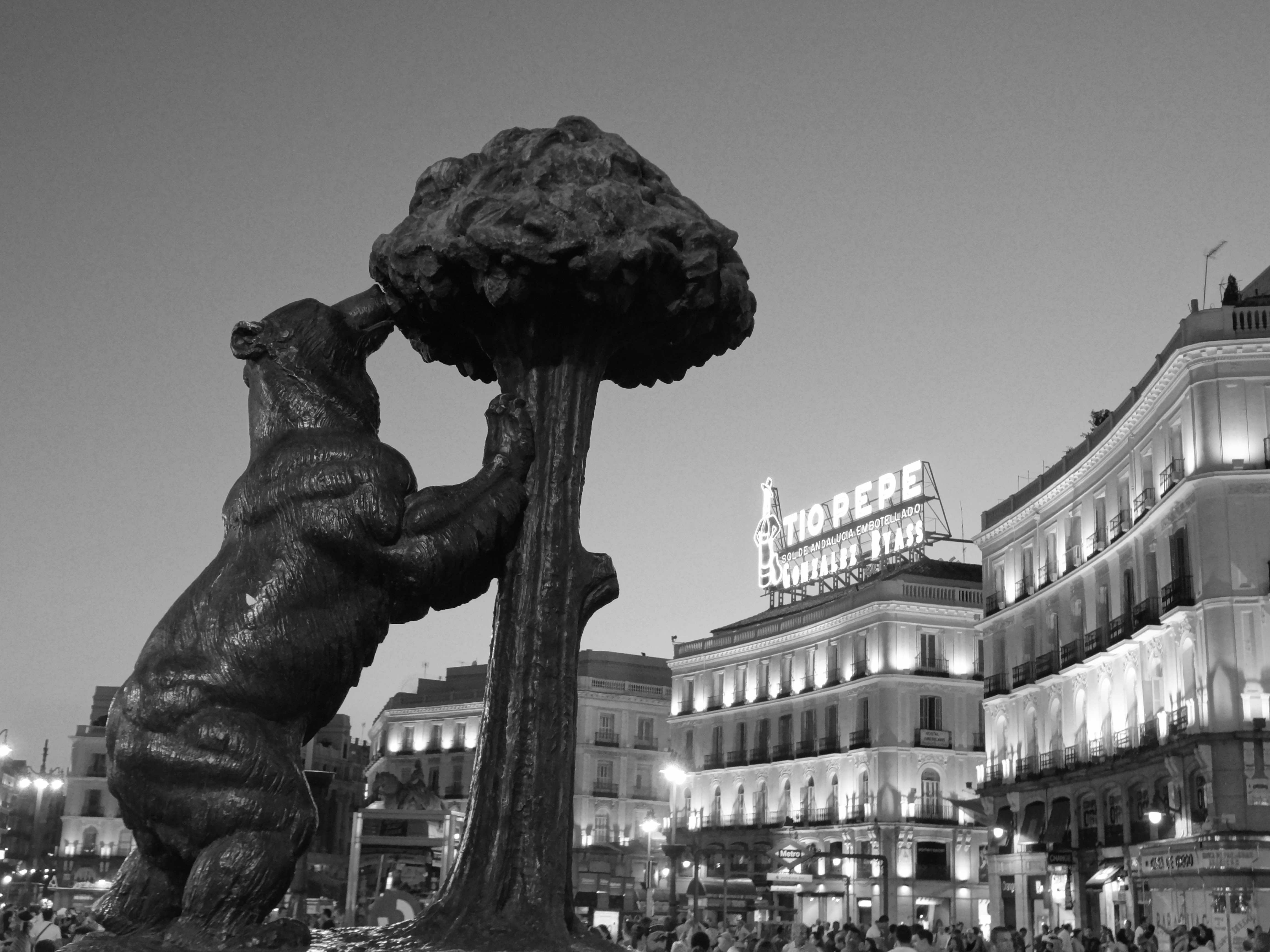
L'ours et l'arbousier, en noir et blanc.